# Бьорн, Кай
Кай Бьорн (англ. Kai Bjorn, род. 13 июля 1968, Монреаль, Квебек) — канадский яхтсмен, выступавший в «звёздном» классе. Участник Олимпийских игр 2000 года.

## Биография
Родился в Монреале в семье яхтсмена Питера Бьорна (р. 1939), участника Олимпийских игр 1972 года. Наибольших успехов добился выступая в паре с Россом Макдональдом, вместе с которым дважды становился серебряным призёром чемпионата мира в классе «Звёздный» в 1999 и 2000 годах. Принял участие в Олимпийских играх 2000 года в австралийском Сиднее, где в паре с Макдональдом занял 5-е место.
Его младший брат — Тайлер, также яхтсмен и участник Олимпийских игр 2012.